# Wolfgang Ebert (Satiriker)

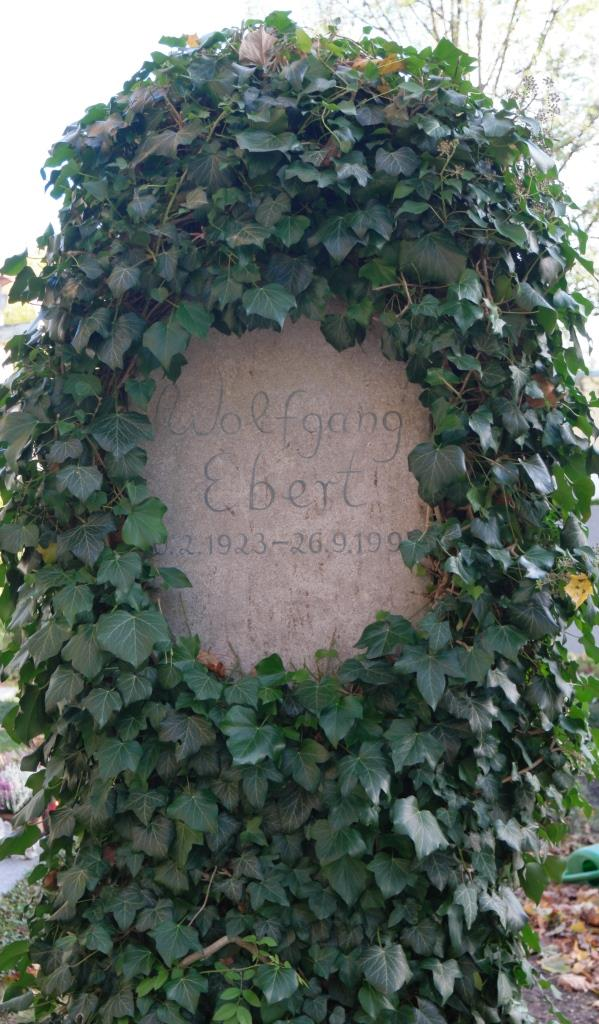
Grab von Wolfgang Ebert auf dem Westfriedhof in München

Wolfgang Ebert (geboren am 10. Februar 1923 in Düsseldorf; gestorben am 26. September 1997 in München) war ein deutscher Satiriker und Romancier.

## Leben
Ebert war Sohn des Kapellmeisters und Komponisten Hans Ebert (1889–1952) und von Sonja Ebert, geborene Himmelstein. In seinem autobiographischen Buch Das Porzellan war so nervös. Memoiren eines verwöhnten Kindes zeichnete er ein liebevoll-schonungsloses Porträt seiner russisch-jüdischen Mutter. Ebert wuchs in Düsseldorf und Berlin auf und besuchte von 1937 bis 1943 das Alpine Pädagogium im Schweizer Davos, wo er auch Abitur machte.
Von 1949 bis 1953 studierte er Philosophie und Germanistik in München und Berlin. Anschließend arbeitete er als freier Journalist, von 1952 bis 1954 in Hamburg und danach bis 1959 in Köln, wo er Redakteur beim Kölner Stadt-Anzeiger war. Er lieferte regelmäßig Beiträge für den Stern und Die Zeit, schrieb humoristische und satirische Kolumnen, Glossen und Kurzgeschichten und arbeitete auch für Hörfunk und Fernsehen.
Seit 1959 lebte Ebert in München.
1997 erlag er einem Krebsleiden. Die Süddeutsche Zeitung beschrieb ihn in seinem Nachruf als „Bohemien mit wachem politischen Verstand, ein skurriler Einzelgänger mit einer nie nachlassenden Liebe zur Kunst […] Ein Typ, den es nun nicht mehr gibt“.
Der Nachlass befindet sich in der Münchner Monacensia.

## Würdigungen
- 1984: Schwabinger Kunstpreis für Literatur
- 1985: Österreichischer Regierungssonderpreis beim Internationalen Publizistikpreis der Stadt Klagenfurt
- 1988: Ernst-Hoferichter-Preis
- 1993: Europäischer Feuilleton-Preis des Mährisch-Schlesischen Schriftsteller-Verbandes der Stadt Brünn

## Werke
- Harmonien. Drama. Köln 1961.
- Ich kann wirklich nichts dafür. Köln 1961.
- Karussell. Fernsehspiel. 1962.
- Soraya und ich. Köln 1963.
- Snob Art. Frankfurt am Main 1967.
- Wolfgang Eberts Party-Schule. Frankfurt am Main 1968.
- Auf mich hört ja keiner. Düsseldorf 1969.
- Der Mord zum Sonntag. Drama. Aachen 1972.
- Vor uns die Sintflut. Wien 1974.
- Das Porzellan war so nervös. Memoiren eines verwöhnten Kindes. Autobiographischer Roman. München 1975.
- Wolfgang Eberts beste Geschichten. München 1978.
- Ein ganz normaler Neurotiker. Autobiographischer Roman. München 1980.
- Partytouren. München 1981.
- Taschen-Theater. München 1982.
- Der Blattmacher. Roman. München 1983.
- Was steht uns noch ins Haus? Bergisch Gladbach 1985.
- Die Kunst des Angebens. München 1985.
- Ich war nicht in Portofino. München 1986.
- Das kleine Tollhaus. München 1986.
- Herr Bellheim. Sekundenprosa. Bergisch Gladbach 1987.
- Spaß beiseite. Satirische Streifzüge. Gerlingen 1989.
- Der deutsche Verkehr, gewürdigt von Wolfgang Ebert. München 1989.
- Geschichten vom Herrn B. München 1991.
- Pottern. Die hohe Kunst, das letzte Wort zu haben. Hamburg 1994.

## Hörspiele
- 1952: Der schwere Weg. (Funkopern-Libretto – NWDR Hamburg)
- 1956: Die Gangster von Valence – Regie: Wilhelm Semmelroth (Original-Hörspiel – WDR)
- 1960: Der Tanz aus der Reihe – Regie: Edward Rothe (Originalhörspiel – WDR)